# Наследник из Калькутты
«Наследник из Калькутты» — приключенческий исторический роман советского писателя Роберта Штильмарка, изданный в 1958 году.

## Сюжет романа
Действие разворачивается в XVIII веке, в эпоху завершения великих географических открытий, английской промышленной революции и формирования Британской колониальной империи. Роман охватывает примерно 20 лет, с 1750-х до 1770-х.
Пиратское судно под командованием капитана Бернардито Луиса Эль Горра захватывает в Индийском океане корабль с пассажирами — Фредриком Райлендом, наследником виконтского титула Ченсфилд, который едет в Англию из Калькутты, и его невестой Эмили Гарди. Коварный помощник Бернардито — Джакомо Грелли по прозвищу «Леопард» — присваивает себе документы Райленда и под новым именем приезжает в Англию, благо никто в метрополии Райленда в лицо не знает, а все свидетели из Индии убиты. Ради спасения жизни своего жениха, Эмили соглашается ехать с ним в качестве его невесты. После кораблекрушения капитан Бернардито, которого больным предал Грелли, и настоящий Райленд оказываются на необитаемом острове.
Дальнейшее действие переносится из одной страны в другую: Англия, Италия, Испания, Греция, побережье Африки, Североамериканские колонии. Среди героев, которые множатся с каждой страницей, — английские луддиты, итальянские иезуиты, испанские инквизиторы, пираты, работорговцы, африканские негры и американские индейцы… Параллельно рассказывается о прошлом главных героев. Джакомо Грелли оказывается внебрачным сыном знатного итальянского дворянина, выросшим в нищете и унижениях, которым подвергали его в католическом приюте для сирот. А капитан Бернардито — испанским грандом, которого несправедливо осудили, но он сбежал, отомстил обидчикам, а затем стал пиратом.

## История создания и публикации
Роман написан в 1950—1951 годах в лагере, на строительстве восточного крыла железной дороги Салехард — Игарка. Штильмарк начал писать его по просьбе лагерного старшего нарядчика Василия Павловича Василевского в обмен на освобождение от общих работ. Василевский надеялся послать роман Сталину и получить за это амнистию. Штильмарк зашифровал в тексте романа фразу «лжеписатель, вор, плагиатор», имея в виду Василевского. Её можно найти, если читать первые буквы каждого второго слова во фрагменте из двадцать третьей главы:

Листья быстро желтели. Лес, еще недавно полный жизни и летней свежести, теперь алел багряными тонами осени. Едва приметные льняные кудельки вянущего мха, отцветший вереск, рыжие, высохшие полоски нескошенных луговин придавали августовскому пейзажу грустный, нежный и чисто английский оттенок. Тихие, словно отгоревшие в розовом пламени утренние облака на востоке, летающая в воздухе паутина, похолодевшая голубизна озерных вод предвещали скорое наступление ненастья и заморозков.

Одного только не учел Василевский, когда задумал после окончания книги убить Штильмарка руками блатных, что слушали они каждую главу сочинения и ждали с нетерпением продолжения. Они-то позже и помогли в суде доказать авторство Штильмарка.
— ИСТОРИЯ 501-стройки ч.4-я. Л. Липатова
В письме сыну Штильмарк сообщал, что он «придумал нечто приключенческое, безумно сложное и занимательное, ни в какие ворота не лезущее».
В 1955 году Штильмарка реабилитировали, и он уехал в Москву. Ему удалось передать рукопись Ивану Ефремову, который дал хороший отзыв для издательства «Детгиз». Аллан Ефремов, сын Ивана Антоновича вспоминал: «Отец дал сначала почитать мне и моему другу. Мы прочли взахлёб и высказали свой восторг отцу. Он пробил всё-таки этот приключенческий роман, и тот был в конце концов издан». Роман вышел в 1958 году в серии «Библиотека приключений и научной фантастики» и стал бестселлером. На обложке, кроме Штильмарка, в качестве автора был указан и Василевский. В 1959 году Штильмарк через суд доказал, что он является единственным автором.
Следующая волна интереса к «Наследнику из Калькутты» возникла в конце 1980-х, когда появилось несколько его переизданий и стало возможным рассказать о подлинных обстоятельствах его появления на свет. Сам Штильмарк подробно написал об этом в автобиографическом романе «Горсть света», в котором вывел себя под фамилией Вальдек, а Василевского — под фамилией Василенко.